# Filippo Buonarroti

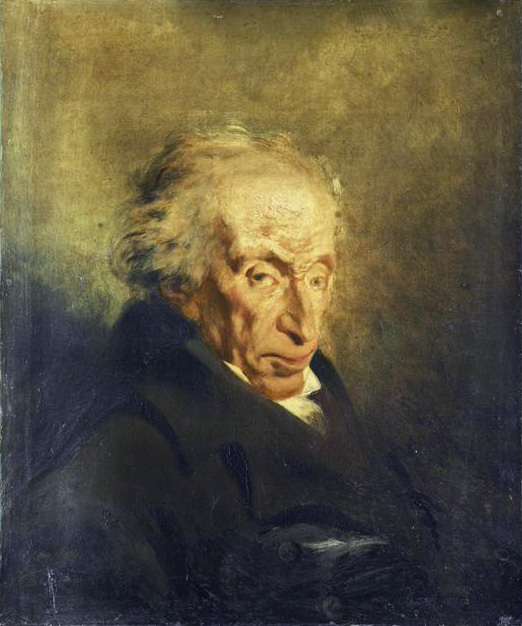
Filippo Buonarroti

Filippo Michele Buonarroti, ook bekend als Philippe Buonarroti (Pisa, 11 november 1761 – Parijs 16 september 1837) was een Frans revolutionair, politicus en vrijmetselaar van Italiaanse oorsprong. Hij was tijdens de Franse Revolutie een medestander van Robespierre, nam in 1796 deel aan de conjuration des Égaux (samenzwering van de evenwaardigen) van Gracchus Babeuf en verspreidde diens ideeën na diens dood. Aan de vooravond van de Belgische Revolutie verbleef hij in Brussel waar hij betrokken was bij de voorbereiding ervan.

## Levensloop

### Ancien régime
Buonarroti werd geboren in Pisa en was een afstammeling van de broer van Michelangelo. Zijn familie was een trouw aanhanger van het huis Habsburg-Lotharingen dat over het groothertogdom Toscane heerste.
Op 17-jarige leeftijd vatte Buonarroti studies in de rechten aan. Hij behaalde in 1782 zijn advocatentitel en ging daarna nog in de leer bij enkele vooraanstaande filosofen die hem lieten kennismaken met de geschriften van onder andere Jean-Jacques Rousseau en John Locke. In 1786 werd Buonarroti lid van een loge in Florence en verdeelde zijn tijd tussen filosofische discussies, het lidmaatschap van geheime verenigingen, het bijwonen van vrijmetselaarsvergaderingen en het maken van pamfletten. Hij werd een tegenstander van het regime van groothertog Leopold II van Toscane. Een eerste huiszoeking volgde en een aantal boeken werden in beslag genomen.
Als fervent aanhanger van de ideeën van Rousseau sloot Buonarroti aan bij de Beierse Illuminati en in 1797 gaf hij het radicale progressieve dagblad Gazetta Universale uit waarin hij de patriotten steunde die in de Republiek der Zeven Verenigde Nederlanden in opstand kwamen tegen hun stadhouder.

### Franse Revolutie
Toen de Franse Revolutie in 1789 uitbrak, steunde Buonarroti deze ten volle en moest naar Corsica vluchten. In november van dat jaar kwam hij op het eiland aan, en begon er zijn revolutionaire ideeën te verkondigen. Hij bracht er de Giornale Pattriottico di Corsica uit, het eerste Italiaanstalige blad dat de Franse Revolutie openlijk steunde. Buonarroti werd er attaché van het Departement van Ajaccio . Nadat de Corsicanen in opstand waren gekomen tegen de Republiek werd Buonarroti uitgewezen en keerde hij terug naar Toscane waar hij in Livorno werd gevangengenomen. Na de tussenkomst van de Wetgevende Vergadering werd hij vrijgelaten en keerde terug naar Corsica. Hij vroeg er de Franse nationaliteit aan. In maart 1792 werden zijn goederen door de Toscaanse groothertog in beslag genomen.
Buonarroti werd benoemd tot nationaal commissaris bij het districtsgerecht van Corte. Hij sloot vriendschap met de Bonapartes en begon zich af te zetten tegen Pasquale Paoli, de vader van het Corsicaanse nationalisme. In 1793 reisde Buonarroti naar Parijs waar hij naar de Nationale Conventie trok om ten strijde te trekken tegen de federalistische geest van het eiland. Dankzij Robespierre, die hem waardeerde, kreeg Buonarotti het Frans staatsburgerschap. Hij werd nationaal commissaris van de uitvoerende macht voor de nieuw veroverde gebieden en ging naar Oneglia, de haven van Imperia waar vele pro-Franse Italianen verbleven. Buonarroti trachtte er de inwoners zijn geestdrift voor de Revolutie in te boezemen.
Na de val van Robespierre werd Buonarroti gearresteerd en opgesloten te Parijs. Hij leerde in de gevangenis Gracchus Babeuf kennen. De ideeën van Babeuf vormden de basis van een communistische doctrine die ze samen voorbereiden. In oktober 1795 werden ze beiden vrijgelaten. Buonarroti was medestichter van de club du Panthéon. Hij werd voorzitter van de club en introduceerde er de geschriften van Babeuf maar de club werd al vrij vlug gesloten door het Directoire. Buonarroti nam in 1796 actief deel aan de conjuration des Égaux (samenzwering van de evenwaardigen) van Babeuf. Beiden werden in mei 1796 opnieuw gearresteerd. Babeuf werd in 1797 ter dood veroordeeld en stierf de guillotinedood, terwijl Buonarroti opnieuw de gevangenis inging.

### Frans keizerrijk
Buonarroti bleef tot 1800 in de gevangenis in Cherbourg. Daarna kon hij via de tussenkomst van Lucien Bonaparte vrij bewegen. Hij ging eerst naar het eiland Oléron waar hij schoolmeester werd. In 1803 ging hij naar Sospel in het departement Alpes-Maritimes en in 1806 vestigde hij zich in de Zwitserse stad Genève. Met behulp van de broer van Jean-Paul Marat begon Buonarroti terug met zijn clandestiene revolutionaire activiteiten. In 1808 stichtte Buonarroti de vrijmetselaarsloge Les Sublimes Maîtres Parfaits waarin een aantal revolutionairen verenigd waren.In deze loge vormde Buonarroti een kleine kring van personen die zijn ideeën en politieke dromen ondersteunden.

### Belgische Revolutie
Buonarroti bleef tot in 1824 in Genève. Na een klacht van Oostenrijk diende hij Zwitserland te verlaten en Buonarroti nam de wijk naar Engeland met een vals paspoort. Hij onderbrak echter zijn reis en dook onder in Brussel. Buonarroti sloot er vriendschap met Louis de Potter en nam deel aan geheime genootschappen waar hij zijn revolutionaire ideeën verkondigde. Hij kwam er in aanraking met Jean-François Tielemans, Lucien Jottrand en Charles Rogier die een beslissende rol zouden spelen in de Belgische Revolutie en deel zouden uitmaken van het Voorlopig Bewind. Buonarroti trachtte met de steun van De Potter zijn ideeën van een toekomstige staat in de vorm van een republiek te verkondigen maar vond hiervoor geen meerderheid. Hij publiceerde in 1828 te Brussel een werk waarin de bepalende momenten van de Franse Revolutie vanuit het gezichtspunt van de revolutionairen werden voorgesteld.

### Julirevolutie
In 1830, toen de Julirevolutie uitbrak, keerde Buonarroti terug naar Frankrijk. Hij leerde er Giuseppe Mazzini kennen en steunde diens ideeën om een Italiaanse eenheidsstaat in de vorm van een republiek op te richten. In 1834 brak Buonarroti echter met hem en trok zich wegens gezondheidsproblemen in Parijs terug. Daar stierf hij in 1837.

## Werken
- Histoire des sociétés secrètes de l'armée (1815)
- Conspiration des égaux (1828)
- Conspiration pour l'égalité dite de Babeuf, suivie du Procès auquel elle donna lieu, et des pièces justificatives ... (Brussel, 1828)